# Bright Eyes (Lied)
Bright Eyes ist ein Song von Mike Batt, der 1978 von Art Garfunkel auf seinem Album Fate for Breakfast veröffentlicht wurde. Es ist das Titellied des Films Watership Down, war unter anderem ein Nummer-1-Hit in den britischen Singlecharts und 1979 die meistverkaufte Single des Jahres.

## Hintergrund
1976 wurde der Songschreiber Mike Batt beauftragt, für den britischen Zeichentrickfilm Watership Down ein Lied über den Tod zu komponieren, das nicht zu morbide sein sollte. Als er das Stück schrieb, dachte er laut eigener Aussage gleich an Garfunkel als Interpreten, rechnete jedoch nicht damit, dass dieser zusagen würde. Garfunkel war jedoch sofort damit einverstanden, den Song für den Film einzusingen.

## Rezeption
Im Oktober 1978 wurde der Animationsfilm Watership Down, deutsch Unten am Fluss, zusammen mit dem Song Bright Eyes veröffentlicht. Die zeitgleich veröffentlichte Single erreichte im Vereinigten Königreich Platz 1 der Singlecharts und hielt sich 19 Wochen in den Hitparaden, davon sechs Wochen an der Spitze. Bis 2010 wurden 1,7 Millionen Tonträger in Großbritannien verkauft. Insgesamt war der Soundtrack in sechs verschiedenen Ländern an der Spitze der Charts. Für Batt und Garfunkel war dies ein unvorhergesehener Erfolg.
Für Garfunkel, der bis 1970 Mitglied des Erfolgsduos Simon & Garfunkel gewesen war, wurde Bright Eyes nach I Only Have Eyes For You (1975) zum zweiten Nummer-1-Hit in Großbritannien.

### Bekannte Coverversionen
Der Soundtrack zu Unten am Fluss wurde mehrmals gecovert; beispielsweise 1980 vom damals sechsjährigen Matthew Butler in der Fernsehshow Tiswas, der englischen Version der Mini Playback Show. Diese von Neil Innes produzierte Version erreichte in den UK-Charts den 121. Platz. Der britische Komponist Justin Hayward coverte den Song 1984 für sein Album Classic Blue.
Im Jahr 2000 wurde Unten am Fluss als Fernsehserie produziert. Der Song wurde beibehalten, aber vom ehemaligen Boyzone-Mitglied Stephen Gately neu eingesungen.

### Weitere Coverversionen
- 1979: Paola (Wie Du)[7]
- 1984: Elaine Paige[8]
- 2001: Hayley Westenra[9]